# 南马镇
南马镇，中国浙江省金华市东阳市下辖的一个镇。

## 辖区
该镇辖有：	下格村、长畈村、前宅村、石舍塘村、大仁村、大夏村、溪西村、泉府村、南马村、花园村、中兴联村、荷栖泽村、南新村、和庄村、联合村、葛府村、华西村、下安恬村、上安恬村、龙山村、西山脚村、新五联村、防军村、南湖村、东湖村、双溪口村、绕川村、夏屠村、双峰村、双溪村、和平村、雅村、